# Yeşilköy, Pazar
Yeşilköy là một xã thuộc huyện Pazar, tỉnh Rize, Thổ Nhĩ Kỳ. Dân số thời điểm năm 2010 là 81 người.